# Gonocarpus ephemerus
Gonocarpus ephemerus är en slingeväxtart som beskrevs av A.E. Orchard. Gonocarpus ephemerus ingår i släktet Gonocarpus och familjen slingeväxter. Inga underarter finns listade i Catalogue of Life.